# 블론드 (영화)
《블론드》(영어: Blonde)는 2022년 개봉한 미국의 심리 드라마 영화이다. 앤드루 도미닉이 감독과 각본을 맡았으며, 조이스 캐럴 오츠의 동명 소설이 영화의 원작이다. 배우 마릴린 먼로의 가상의 삶을 그린 작품으로, 배우 아나 데 아르마스가 마릴린 먼로 역을 맡았다. 제79회(2022년) 베네치아 영화제 황금사자상 경쟁후보작이다.

## 출연진
- 아나 데 아르마스 - 노마 진 모텐슨 / 마릴린 먼로 역
  - 릴리 피셔 - 노마 진 아역
- 에이드리언 브로디 - 극작가(아서 밀러)
- 보비 캐너베일 - 전직 운동선수(조 디마지오)
- 줄리앤 니컬슨 - 글래디스
- 카스파르 필립손 - 대통령(존 F. 케네디)
- 토비 허스 - 화이티
- 세라 팩스턴 - 미스 플린
- 데이비스 워쇼프스키 - 미스터 제트(대릴 F. 재넉)
- 에번 윌리엄스 - 에디
- 제이비어 새뮤얼 - 캐스(찰리 채플린 주니어)
- 개릿 딜라헌트
- 스쿠트 맥네리
- 루시 드비토